# Barwiny
Barwiny [pronunciación en polaco: /barˈvinɨ/] (en alemán: Barwienen) es un pueblo ubicado en el distrito administrativo de Gmina Gietrzwałd, dentro del Condado de Olsztyn, Voivodato de Varmia y Masuria, en Polonia del norte. Se encuentra aproximadamente a 9 kilómetros al sureste de Gietrzwałd y a 14 kilómetros al suroeste de la capital regional Olsztyn.
Antes de 1772, el área fue parte del Reino de Polonia, hasta 1945 fue de Prusia y Alemania (Prusia Oriental).